# Кавасо Нуово
Кавасо Нуово (итал. Cavasso Nuovo) је насеље у Италији у округу Порденоне, региону Фурланија-Јулијска крајина.
Према процени из 2011. у насељу је живело 1295 становника. Насеље се налази на надморској висини од 274 м.

## Становништво
| 1936. | 1951. | 1961. | 1971. | 1981. | 1991. | 2001. | 2011. |
| ----- | ----- | ----- | ----- | ----- | ----- | ----- | ----- |
| 1.997 | 2.052 | 1.748 | 1.508 | 1.406 | 1.423 | 1.408 | 1.606 |